# Seznam argentinskih kemikov
Seznam argentinskih kemikov.

## B
- Jorge Mario Bergoglio

## C
- Horacio Covas

## L
- Luis Federico Leloir

## M
- César Milstein

## S
- Tito Scaiano

## V
- Vicente Vaccaro